# Nockhof
Der Gasthof Nockhof, Hofname Oberer Nockhof, bei Mutters unweit Innsbruck in Tirol liegt in einer Höhe von 1264 m ü. A. an der Schulter der Saile (Nockspitze) über dem Eingang des Wipptals.
Er liegt an der Zwischenstation der Muttereralmbahn und wird heute als Berggasthof ohne Übernachtungsmöglichkeit betrieben.

## Geschichte

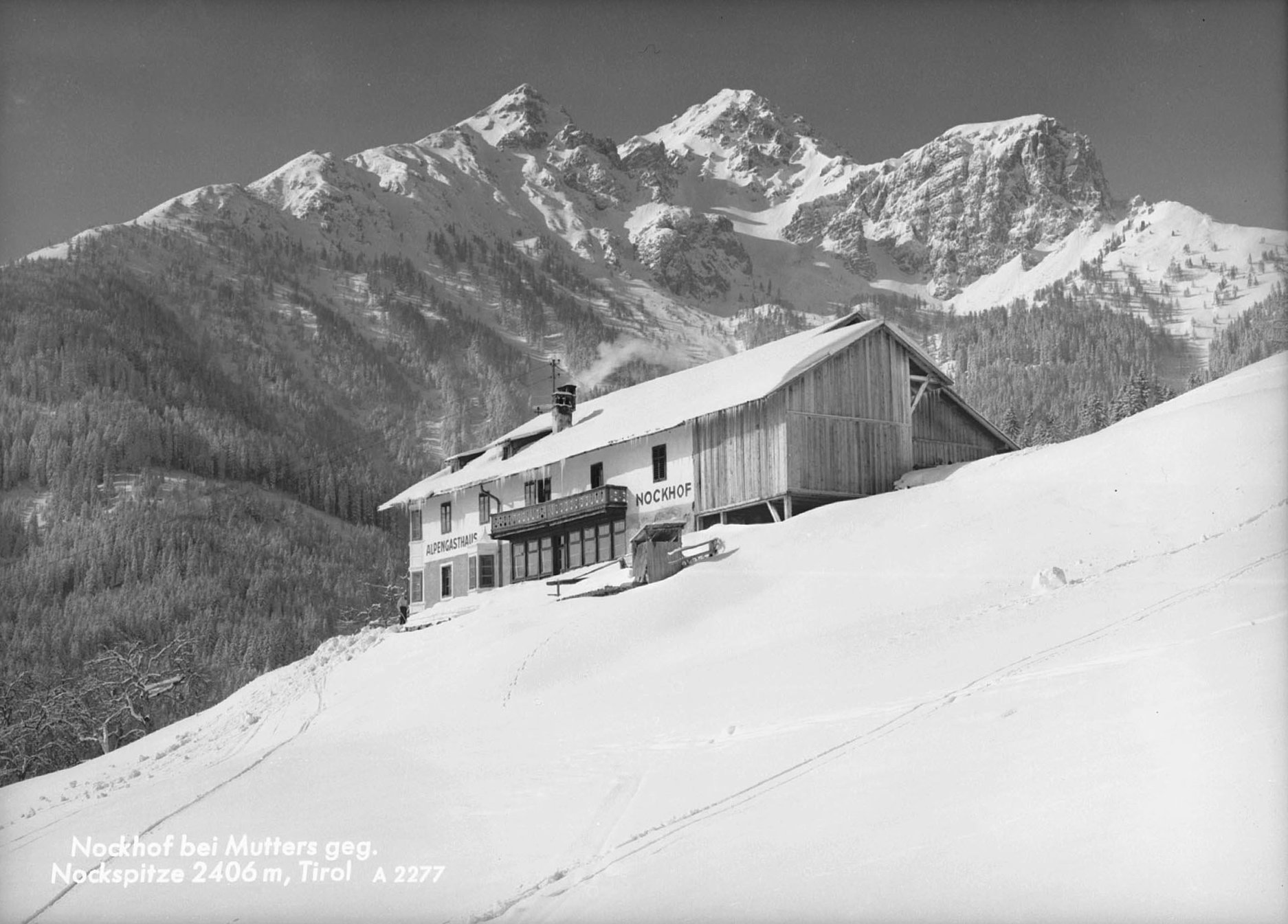
Nockhof gegen Nockspitze (1962)

Die Nockhöfe sind spätestens im 18. Jahrhundert in Karten geführt. Schon im frühen 19. Jahrhundert waren sie wegen ihrer Heilquelle (Lage) als Erholungsort beliebt, Weber erwähnt sie 1842 als „mäßige Unterkunft“. Sie waren seither auch ein Stützpunkt für den Alpinismus im Gebiet der Saile.
Der Obere Nockhof wurde im Laufe der Jahre in einen Gasthof umgestaltet, bis in jüngere Jahre hatte er auch noch 15 Betten. Heute wird er unter neuer Leitung  als reiner Gastbetrieb mit etwa 200 Sitzplätzen geführt.

## Obere Nockhofkapelle

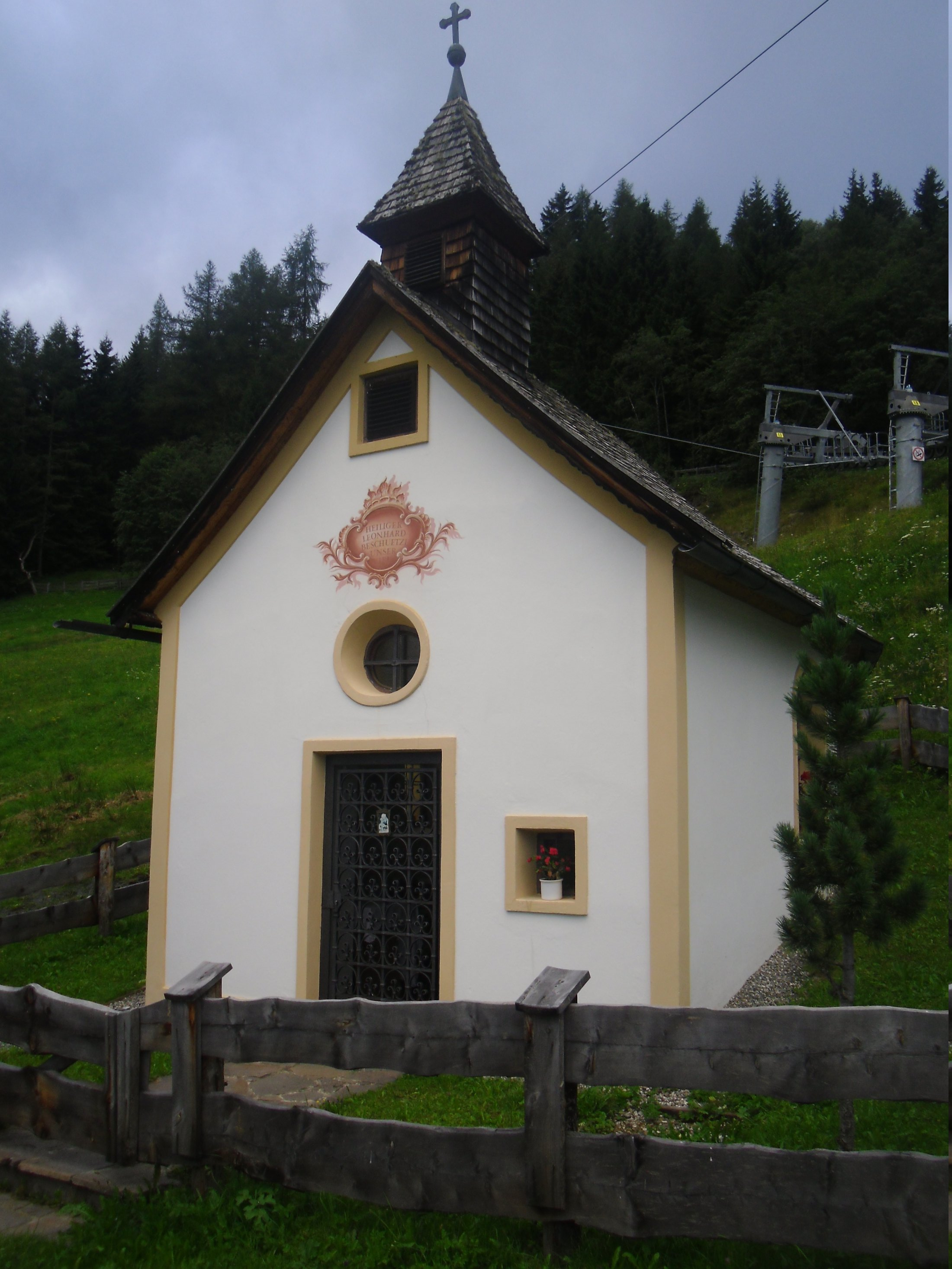
Marien-/Leonhardkapelle

Die Hofkapelle an der Zufahrt unterhalb wurde in der zweiten Hälfte des 19. Jahrhunderts errichtet. Sie wird von alters her als Marien-Kapelle geführt, heute auch als Leonhard-Kapelle. Sie hat ein Holzschindeldach und einen Dachreiter. Die landbarock gestaltete Fassade – weiß mit gelben Faschen – ziert eine junge Lüftelmalerei-Kartusche über dem Rundfenster oberhalb der Tür, mit der Inschrift Heiliger Leonhard beschütze Unser.
Die Marien-/Leonhardkapelle steht unter Denkmalschutz. Unterhalb an der Abzweigung befindet sich auch noch ein kleines Marterl mit Kruzifix.

## Wege und Touren

### Nachbarhütten
- Adolf-Pichler-Hütte (1977 m)
- Schlicker Alm (1616 m)
- Götzner Alm (1542 m)
- Mutterer Alm (1608 m), 1 Stunde
- Birgitzköpflhütte (2037 m)
- Birgitzer Alm (1808 m)

### Touren
Die Hütte kann Ausgangspunkt für folgenden Touren sein:
- Hoadl (2340 m)
- Saile (Nockspitze) (2403 m)
- Ampferstein (2556 m)
- Marchreisenspitze (2620 m)
- Pfriemeswand (2103 m)
- Spitzmandl (2206 m)
- Birgitzköpfl (1982 m)

Der Forstweg über die Birgitzer Alm ist auch eine beliebte Mountainbike-Route.

## Wintersport
1953 wurde die Muttereralmbahn errichtet, die bis 2000 in Betrieb war und im Jänner 2006 nach einem Neubau wiedereröffnet wurde. Diese führt auf das Schigebiet der Mutterer Alm.
Die Mittelstation ist Endpunkt der Familienrodelbahn von der Mutterer Alm. Unterhalb vom Nockhof ist rodeln verboten.